# Valkyria Revolution
Valkyria Revolution (Valkyria: Azure Revolution au Japon) est un jeu vidéo de type action-RPG développé par Media.Vision et sorti en 2017 sur PlayStation 4, Xbox One et PlayStation Vita. Le jeu se déroule sur un continent nommé Europa, inspiré clairement du continent européen, mais qu'il ne faut pas confondre avec le continent apparaissant dans les jeux de la série Valkyria Chronicles.

## Trame
L'histoire se déroule dans les années 1850 sur le continent Europa, une version fantaisiste de l'Europe mais ressemblant plus au véritable continent européen que celui des premiers jeux. La découverte du potentiel énergétique d'une pierre magique appelée Ragnite a bouleversé le monde, provoquant ce qui sera nommé la Révolution azure, en référence à la couleur du ragnite, grâce à cette révolution industrielle ainsi qu'au développement de l'alchimie d'importantes avancées techniques ont pu se faire. Dans l'est du continent, un royaume a profité de la révolution industrielle pour développer son armée, devenant rapidement une superpuissance qui a conquis une grande partie de l'est d'Europa. Ce royaume, Ruz, devenu un gigantesque empire s'est tourné récemment vers un de ses petits voisins, le Jutland. Ruz a passé des accords avec les empires occidentaux de Habstria, Franq et Brenland pour soumettre le Jutland, avec qui il était allié, à un blocus économique. Pour se défaire de la situation désastreuse dans laquelle se trouve leur pays, soumis et pratiquement esclave de l'empire, le Jutland décide de déclarer la guerre a l'empire. Cette Guerre de Libération, qui est narrée par un professeur à un de ses élèves un siècle plus tard lors de l'anniversaire des cent ans de la guerre, a été menée et déclenchée par des personnes connues dans le futur comme les Cinq Traîtres, dont le leader était le capitaine Amleth Grønkjær. Les événements du jeu permettront au joueur de revivre la guerre en dirigeant le capitaine et sa troupe, les Vanargand, unité d'élite formée pour lutter contre les Valkyries de Ruz, et de découvrir qui étaient les personnes qualifiés de traîtres par les historiens du Jutland du XXe siècle d'Europa...

## Accueil
- Destructoid : 5/10[1]
- Game Informer : 6/10[2]
- GameSpot : 6/10[3]
- IGN : 6/10[4]
- Polygon : 4,5/10[5]